# Средня Бела
Средня Бела (словен. Srednja Bela) — поселення в общині Преддвор, Горенський регіон, Словенія. Висота над рівнем моря: 476,9 м.